# Panorpa alpina
Panorpa alpina is een insect uit de orde van de schorpioenvliegen (Mecoptera), familie van de schorpioenvliegen (Panorpidae). De wetenschappelijke naam van de soort is voor het eerst geldig gepubliceerd door Rambur in 1842.
De soort komt voor in Europa.